# NGC 3393
NGC 3393 là một thiên hà xoắn ốc có rào chắn nằm trong chòm sao Hydra. Nó nằm cách Trái Đất khoảng 180 triệu năm ánh sáng, với kích thước biểu kiến của nó đo được, NGC 3393 có bề ngang khoảng 140.000 năm ánh sáng. John Herschel phát hiện NGC 3393 vào ngày 24 tháng 3 năm 1835. Đây là một thiên hà Seyfert loại II. Thiên hà NGC 3393 được biết đến là nơi chứa hai lỗ đen siêu khối lượng, là cặp lỗ đen siêu khối lượng đã biết gần nhất với Trái Đất.

## Đặc trưng
Thiên hà này có đặc trưng như một thiên hà xoắn ốc có rào chắn. Ở cả hai đầu của thanh là Vùng H II. Ngoài ra còn có bằng chứng về một rào chắn bên trong mờ hơn. Các nhánh bên ngoài mờ hơn của thiên hà tạo thành một vòng gần như hoàn chỉnh.

### Nhân thiên hà hoạt động
NGC 3393 đã được đặc trưng như một thiên hà Seyfert, một loại thiên hà có nhân giống điểm sáng. NGC 3393 là thiên hà Seyfert loại II. Tia X của nó phù hợp hơn với nguồn phản xạ lạnh dày Compton, có nghĩa là nguồn này ẩn sau vật chất dày đặc, chủ yếu là khí và bụi, và các tia X quan sát được đã bị phản xạ.

### Các lỗ đen siêu khối lượng
Nguồn gốc của hoạt động trong các nhân thiên hà hoạt động là một lỗ đen siêu lớn (SMBH) nằm ở trung tâm của thiên hà. Các quan sát của Đài quan sát Tia X Chandra  đã cho thấy bằng chứng về một cặp lỗ đen siêu khối lượng ở trung tâm của NGC 3393. Quan sát bằng tia X cứng, bao gồm cả phát xạ từ sắt, cho thấy hai đỉnh riêng biệt được xác định là lỗ đen đang phát triển tích cực, phát xạ tia X được tạo ra khi khí rơi về phía lỗ đen và trở nên nóng hơn. Các vùng bị che khuất xung quanh cả hai lỗ đen ngăn chặn lượng lớn ánh sáng quang học và tia cực tím được tạo ra bởi vật liệu rơi vào. Chúng là cặp lỗ đen đầu tiên được tìm thấy trong một thiên hà xoắn ốc như Dải Ngân hà của chúng ta. Hai lỗ đen chỉ cách nhau 490 năm ánh sáng.
Hai lỗ đen trong NGC 3393 có thể là tàn tích của sự hợp nhất của hai thiên hà có khối lượng không bằng nhau cách đây một tỷ năm hoặc hơn. Các bằng chứng khác ủng hộ giả thuyết về sự hợp nhất thiên hà bao gồm mật độ trước xung kích cao trong vùng đường hẹp và lượng dư thừa O/H và Mg/H thấp. Tuy nhiên, N/H xảy ra nhiều hơn dự đoán, có thể là do việc tạo ra của các sao Wolf-Rayet ở vùng trung tâm của thiên hà trong quá trình hợp nhất.
Tổng khối lượng của cặp được ước tính là từ 21 đến 35 triệu M☉.

## Siêu tân tinh
Một siêu tân tinh đã được quan sát thấy nằm trong NGC 3393, SN 2018aqi. Siêu tân tinh được ASAS-SN phát hiện vào ngày 6 tháng 4 năm 2018 và có cường độ biểu kiến là 16,4 khi được phát hiện. Bằng phân tích quang phổ, nó được xác định là một siêu tân tinh loại Ia 6 ngày trước khi có độ sáng cực đại.

## Các thiên hà lân cận
NGC 3393 là thiên hà sáng nhất trong nhóm NGC 3393, bên cạnh các thiên hà khác như NGC 3369, NGC 3383 và ESO 501-086. NGC 3463 cũng đã được đề xuất trở thành một thành viên của nhóm này. Nhóm là một phần của Siêu đám thiên hà Hydra.